# Michael Philip Candy
Michael Philip Candy (* 23. Dezember 1928 in Bath, England; † 2. November 1994 in Perth, Australien) war ein britischer Astronom.

## Leben
Candy war das älteste von sechs Kindern und der einzige Sohn seiner Eltern. Er erhielt einen Bachelor of Science von der Universität London im Jahre 1963 und zwei Jahre später einen Master of Science von der University of Sussex. Bereits seit 1961 forschte er am Royal Greenwich Observatory. 1969 wechselte er zum Observatorium in Perth, Australien, wo er bis 1984 als Astronom arbeitete, um dann in den Stab des Observatoriums zu wechseln.

## Forschungen
Candys Hauptaugenmerk galt den Kometen und Asteroiden. So konnte er 1986 erfolgreich die Position des Halleyschen Kometen berechnen. 10 Prozent aller Positionsberechnungen wurden unter seiner Leitung ermittelt. Bereits 1960 hatte er einen Kometen entdeckt, der seinen Namen erhielt. Gleichzeitig errechnete er dessen Umlaufbahn.

## Ehrungen
1959 bis 1969 war er Direktor der Comet Section der British Astronomical Association (BAA). Daneben erhielt er 1975 de Merlin-Medaille der Britisch Astronomischen Vereinigung und der Asteroid (3015) Candy wurde nach ihm benannt.